# Pavilhão de Portugal
O Pavilhão de Portugal é um edifício localizado na Alameda dos Oceanos, no Parque das Nações, em Lisboa.

## História
Na Exposição Mundial de 1998 (Expo'98), iniciado em 1995 e acabado em 1998, Portugal foi o edifício responsável por abrigar a representação nacional portuguesa naquele evento, estando erguido até hoje. O projecto foi desenvolvido por Álvaro Siza Vieira.
O edifício tem por área de entrada uma ampla praça coberta por uma imponente pala de betão pré-esforçado, que se baseia na ideia de uma folha de papel pousada em dois tijolos, abrindo o espaço à cidade para albergar os diversos eventos que um espaço desta escala acolhe.

## Pós Expo
Após a exposição o edifício ficou devoluto à espera de utilização.
As propostas foram várias, desde o reaproveitamento do espaço para uma sede do Conselho de Ministros, até à criação de um museu de arquitectura. 
Foi classificado como Monumento de Interesse Público (MIP) pelo IGESPAR em 30 de março de 2010.

Em março de 2015, foi anunciado na imprensa que o Pavilhão de Portugal iria ser vendido, para regularizar parte da dívida do Parque Expo ao Estado.
Em maio de 2015, foi anunciado pelo ministro do Ambiente, Ordenamento do Território e Energia, Jorge Moreira da Silva, que o Pavilhão foi entregue a título definitivo à Universidade de Lisboa, que ficou responsável pela sua manutenção.
A Universidade decidiu vender o Palácio Centeno, a antiga reitoria da Universidade Técnica de Lisboa, para financiar as obras de reconversão do edifício em centro de congressos, mas não encontrou comprador.
O pavilhão foi reabilitado para receber um centro de congressos, um de exposições e outro de receção de visitantes internacionais. As obras foram outorgadas através de uma resolução de Conselho de Ministros publicada em 22 de maio de 2018 em Diário da República, que autorizou a Universidade de Lisboa a realizar a despesa necessária à celebração da obra.
A empreitada de reabilitação e requalificação do Pavilhão de Portugal decorreu entre 2019 e 2025, num investimento máximo global de 9,3 milhões de euros, acrescidos de IVA.
A reabertura do Pavilhão de Portugal ao público foi no dia 30 de abril de 2025. A 1 de maio abriu a exposição “Meu matalote e amigo Luís de Camões” numa evocação contemporânea do poeta Luís de Camões, através de um percurso visual e literário que articula arte, literatura e património. A mostra acompanha os grandes eixos narrativos d’Os Lusíadas, cruzando-os com a lírica camoniana, e propõe um diálogo inovador entre o texto do poeta e as artes visuais.